# Neoseiulus paloratus
Neoseiulus paloratus är en spindeldjursart som beskrevs av John Stanley Beard 200. Neoseiulus paloratus ingår i släktet Neoseiulus och familjen Phytoseiidae. Inga underarter finns listade i Catalogue of Life.